# Claude Rains

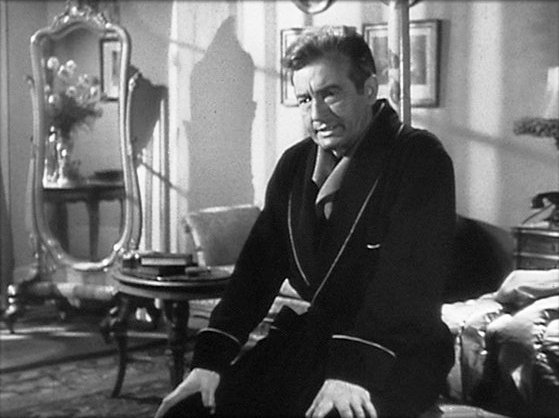
Claude Rains în Notorious (1946)

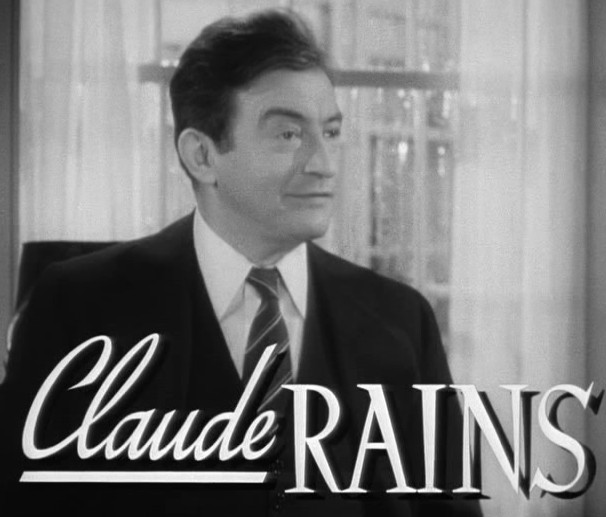
Claude Rains în Now, Voyager.

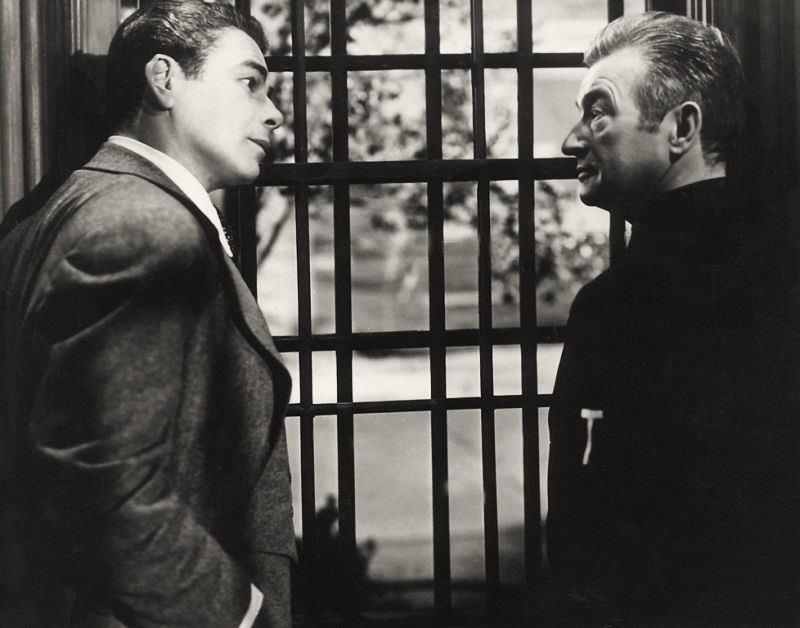
Paul Muni (stânga) și Claude Rains în Evadat din infern (Angel on My Shoulder)

Claude Rains (n. 10 noiembrie 1889 – d. 30 mai 1967) a fost un actor englez, care a turnat filme și la Hollywood (SUA).

## Filmografie
- 1933 Omul invizibil, regia James Whale
- 1935 Ultimul fort (The Last Outpost), r. Charles Barton și Louis J. Gasnier
- 1938 Aventurile lui Robin Hood, r. Michael Curtiz și William Keighley
- 1941 Omul-lup (The Wolf Man), r. George Waggner
- 1942 Casablanca, regia Michael Curtiz
- 1946 Notorious, regia Alfred Hitchcock
- 1946 Evadat din infern (Angel on My Shoulder), regia Archie Mayo